# Paronchulus striaticauda
Paronchulus striaticauda is een rondwormensoort uit de familie van de Onchulidae.